# کرگدن
کَرگَدَن نامی است که به هر یک از اعضای خانوادهٔ کرگدن‌ها می‌گویند. کرگدن‌ها جانورانی پستاندار از راستهٔ تک‌سُم‌سانان هستند. اکنون تنها پنج گونه کرگردن در جهان باقی‌مانده‌است.
این جانوران با وجود گیاه‌خوار بودن، گاهی جانوران خطرناکی هستند. در هندوستان و نپال تعداد سالانه حمله و آسیب‌رسانی کرگدن‌ها به انسان بیش از ببر‌ها و پلنگ‌ها است. این جانوران بزرگ ۲/۵ تا ۳/۲ متر طول و وزنی در حدود ۱/۵ تا ۲/۱ تن وزن دارند و پس از فیل، دومین جانور سنگین‌وزن خشکی می‌باشند.
کرگدن‌ها به خاطر شاخشان برای استفادهٔ تزئینی و استفاده در روش‌های طب سنتی و به صورت غیرقانونی شکار می‌شوند. این موضوع بعضی گونه‌های آن را در معرض خطر انقراض گذاشته‌است. بر پایه‌ی گزارش سازمان بین‌المللی حفاظت از محیط‌زیست، نسل کرگدن سیاه غرب آفریقا منقرض‌شده و سرنوشت مشابهی در انتظار کرگدن سفید شمالی است.
کرگدن‌ها با تمام پستانداران شاخ‌دار فرق دارند، چون شاخ آن‌ها بالای سرشان نیست، بلکه نزدیک نوک بینی‌شان است. تعداد شاخ‌ها یک یا سه عدد است و این شاخ‌ها مانند شاخ گاو یا شاخ گوزن نیستند، بلکه از موهای کلفت و به هم فشرده تشکیل شده‌است. تغذیه کرگدن‌ها عموماً از علف و برگ‌ها بوده و در رودهٔ بزرگ آن‌ها تخمیر غذا انجام می‌شود. با وجود اندازه بزرگ این جانوران اندازهٔ مغز کرگدن‌ها کوچک است و ۴۰۰ تا ۶۰۰ گرم وزن دارد.
گونه‌های کرگدن امروزه بومی آفریقای سیاه، جنوب آسیا و جنوب شرق آسیا هستند و در چمنزارها و جنگل‌های مناطق گرمسیری زندگی می‌کنند و همیشه در نزدیکی آب‌اند، زیرا نیاز دارند که هر روز آب بخورند و از غلتیدن در گِل هم لذت می‌برند. این جانوران فقط گیاه می‌خورند. کرگدن‌ها حس شنوایی و بویایی خوبی دارند ولی دیدشان ضعیف است.
کرگدن‌ها با وجود پوست کلفتشان، گرفتار کنه‌ها و انگل‌های دیگر می‌شوند. بیشتر وقت‌ها می‌توان آن‌ها را با پرنده‌ها دید، که با خوردن این آفت‌ها به کرگدن‌ها کمک می‌کنند. ممکن است گربه‌سانان بزرگ مثل ببر و پلنگ، بچه کرگدن‌ها را شکار کنند، ولی تنها دشمن کرگدن بالغ، انسان است.

## آرایه کرگدن‌های موجود
- تبار Rhinocerotini
  - سرده غول شاخدار (Ceratotherium)
    - گونه کرگدن سفید (C. simum)
- تبار Dicerotini
  - سرده دوشاخ (Diceros)
    - گونه کرگدن سیاه (D. bicornis)
- تبار Rhinocerotini
  - سرده بینی‌شاخ (Rhinoceros)
    - گونه کرگدن هندی (R. unicornis)
    - گونه کرگدن جاوه‌ای (R. sondaicus)
- تبار Dicerorhinini
  - سرده دوشاخ‌بینی (Dicerorhinus)
    - گونه کرگدن سوماترایی (D. sumatrensis)

|  | کرگدن سفید |
|  |            |
|  | کرگدن سیاه |
|  |            |

|  | کرگدن سوماترایی                                             |
|  |                                                             |
|  | \| \| کرگدن هندی \| \| \| \| \| \| کرگدن جاوه‌ای \| \| \| \| |
|  |                                                             |
|  | کرگدن هندی                                                  |
|  |                                                             |
|  | کرگدن جاوه‌ای                                                |
|  |                                                             |

|  | کرگدن هندی   |
|  |              |
|  | کرگدن جاوه‌ای |
|  |              |

|  | کرگدن سفید |
|  |            |
|  | کرگدن سیاه |
|  |            |

|  | کرگدن سوماترایی                                             |
|  |                                                             |
|  | \| \| کرگدن هندی \| \| \| \| \| \| کرگدن جاوه‌ای \| \| \| \| |
|  |                                                             |
|  | کرگدن هندی                                                  |
|  |                                                             |
|  | کرگدن جاوه‌ای                                                |
|  |                                                             |

|  | کرگدن هندی   |
|  |              |
|  | کرگدن جاوه‌ای |
|  |              |

## کاربرد شاخ کرگدن

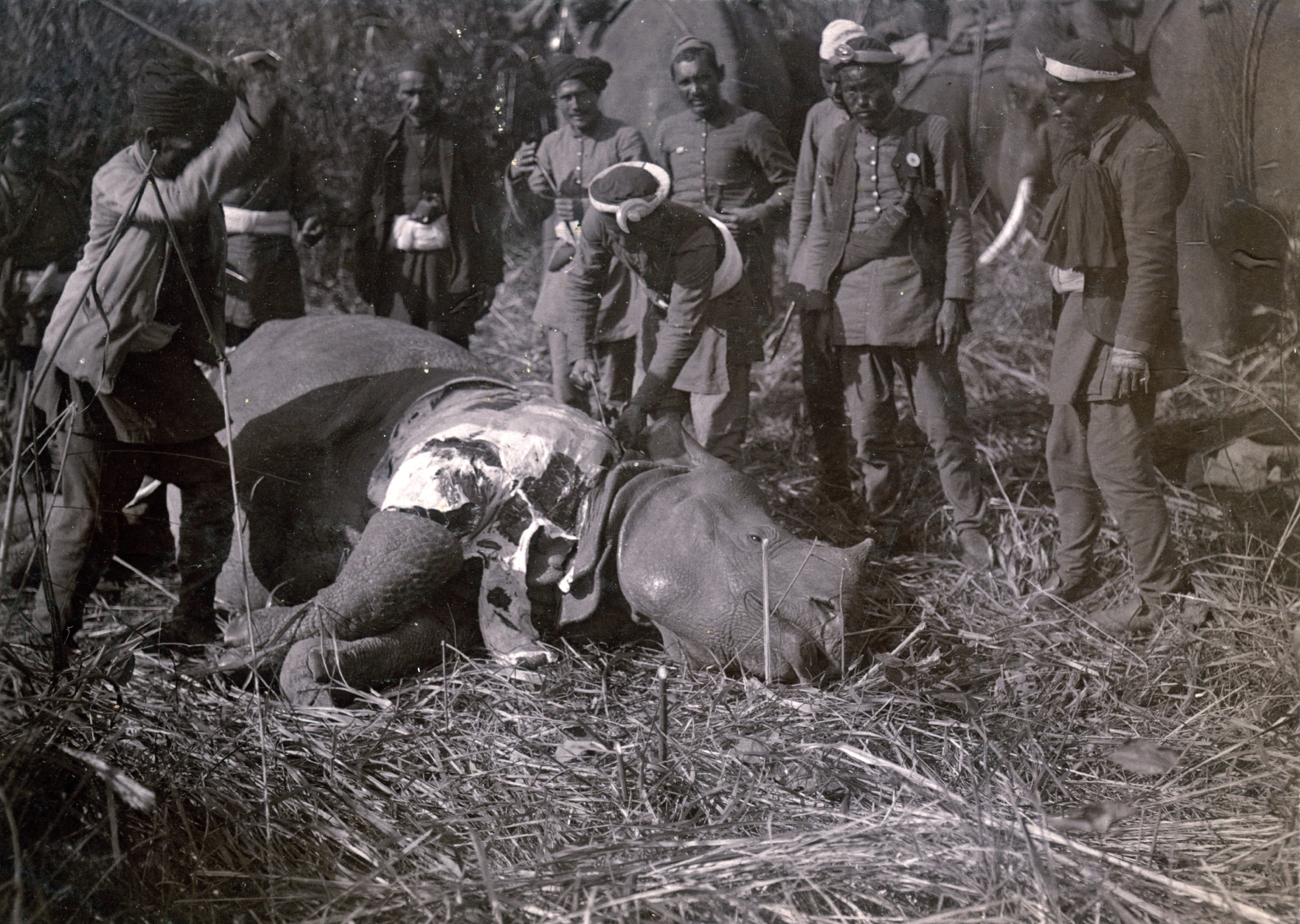
نگاره‌ای به تاریخ ۲۳ دسامبر ۱۹۱۱‏ از نوکران جرج پنجم، پادشاه بریتانیا و ایرلند و قلمروهای بریتانیا و امپراتور هند در حین بریدن سر یک کرگدن در نپال. در سفر ۱۰ روزه جرج پنجم به نپال، ۳۹ ببر، ۱۸ کرگدن، ۴ خرس و موارد نامعلومی از خارپشت و پلنگ، جهت تفریح شکار شدند.

شاخ کرگدن برخلاف شاخ دیگر جانوران (که هسته استخوانی دارد) فقط از کراتین ساخته شده و دقیقاً مشابه مو و ناخن انسان است. از دیرباز شاخ کرگدن را در طب سنتی اروپا و آسیا و برای ساخت دسته خنجر در عمان و یمن استفاده می‌کردند. در سال ۲۰۰۸ تقاضای شاخ کرگدن در ویتنام به شدت افزایش یافته و قیمت آن از ۲۵۰ تا ۵۰۰ دلار برای هر کیلو تا ۳۰۰ هزار دلار یعنی چندین برابر قیمت طلا رسید. از سال ۱۹۹۰ تا ۲۰۰۷ هر سال تنها ۱۵ کرگدن در آفریقای جنوبی شکار غیرقانونی می‌شدند اما این رقم در سال ۲۰۱۲ به ۶۸۸ رسید.
اکنون سه‌چهارم مصرف شاخ کرگدن دنیا در ویتنام است و ظاهراً دلیل اصلی آن شایعه درمان سرطان یکی از سیاستمداران ویتنامی با مصرف شاخ کرگدن بوده‌است. این درحالیست که حتی در طب سنتی چین هم شاخ کرگدن ارتباطی با درمان سرطان ندارد. در منابع طب سنتی چین شاخ کرگدن فقط برای تب و تشنج تجویز شده. تأثیر شاخ کرگدن بر تب و تشنج هم در تحقیقات علمی رد شده و مصرف شاخ کرگدن دقیقاً مشابه مصرف ناخن انسان است. در گزارش کنوانسیون تجارت بین‌المللی گونه‌های در خطر دلیل تقاضای شاخ کرگدن با قیمت‌های نجومی را در حالی‌که حتی طب سنتی هم آن را اشتباه می‌داند به افزایش سریع شمار میلیاردرها در ویتنام، میزان بالای سرطان و کمبود مراکز درمانی برای سرطان در ویتنام مرتبط دانسته‌است.
بر اساس یافته‌های گروهی از محققان دانشگاه کمبریج، اندازه‌‌ی شاخ کرگدن (درمقایسه‌با اندازه‌‌ی کل بدن) به‌مرور کوچک‌تر شده است. دانشمندان عقیده دارند این رویه به‌دلیل شکار کرگدن‌هایی با شاخ‌های بزرگ‌تر بوده است. بدین‌ترتیب، بازماندگانی با شاخ‌های کوچک‌تر که بعداً تولید مثل می‌کردند، صفات خود را به نسل‌های بعدی انتقال می‌دادند. قبلاً رویه‌هایی شبیه به همین در سایر جانوران درمعرض تهدید دیده شده بود.